# Baillet-en-France
Baillet-en-France je francouzská obec v departementu Val-d'Oise v regionu Île-de-France. Žije zde přibližně 1 900 obyvatel.

## Poloha obce
Sousední obce jsou: Attainville, Bouffémont, Chauvry, Moisselles a Montsoult.

## Vývoj počtu obyvatel
Počet obyvatel